# Daniel Wellington
Daniel Wellington (hay DW với cách điệu với chữ D ngược) là một công ty đồng hồ Thụy Điển, được thành lập năm 2011 bởi doanh nhân Filip Tysander (ông sinh ngày 25 tháng 1 năm 1985).

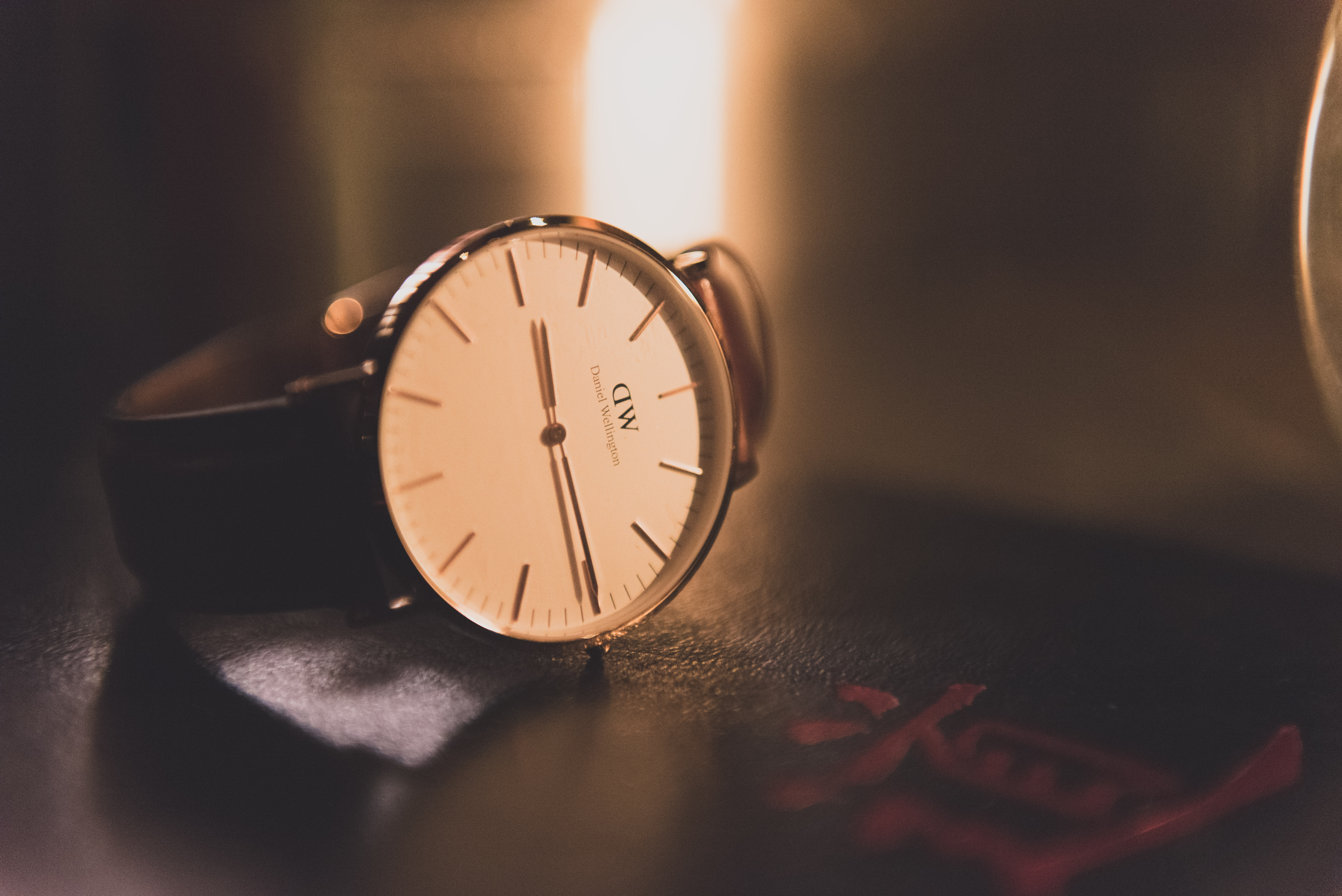
Một đồng hồ DW Classic

Daniel Wellington có trụ sở tại trung tâm thủ đô Stockholm của Thụy Điển, với các chi nhánh tại hơn 25 quốc gia.
Đồng hồ của hãng được sản xuất tại nhà máy tại Thâm Quyến (Shēnzhèn) Trung Quốc, được thiết kế tại Thụy Điển và sử dụng bộ máy thạch anh do Miyota, một công ty con của thương hiệu đồng hồ Citizen Nhật Bản sản xuất. Hơn nữa, dòng đồng hồ "Cổ điển" của họ được đặt theo tên các thị trấn của Anh.
Hãng hiện đang có các dòng máy:
- Classic Petite
- Classic
- Classic Black
- Dapper

Mặc dù đồng hồ của hãng thiết rất đơn giản và hoàn toàn không cầu kỳ phức tạp như các thương hiệu khác, thâm chí còn bị các chuyên gia đánh giá thấp về mặt chất lượng, tuy nhiên Daniel Wellington lại đạt được thành công rực rỡ thông qua chiến lược kỹ thuật số của mình thông qua các nhân vật nổi tiếng trên mạng xã hội. Instagram của hãng sở hữu 4,6 triệu followers, vượt xa các thương hiệu đồng hồ nổi tiếng khác và tạo nên một làn sóng thời trang trên thế giới.
Vào tháng 2 năm 2017, Daniel Wellington được mệnh danh là công ty phát triển nhanh nhất ở châu Âu. Công ty đã kiếm được 230 triệu đô la doanh thu và 111,5 triệu đô la lợi nhuận trong năm 2016. Công ty Thụy Điển đã báo cáo tăng trưởng ba năm là 4,695%.

## Lịch sử thành lập
Năm 2006, Fliip Tysander đã đi du lịch đến Úc và đã gặp một người Anh có phong cách thời trang thời thượng có tên là Daniel Wellington, lúc đó Daniel đeo một chiếc đồng hồ Rolex với dây nato cổ điển và hình ảnh đó không thể nào ngừng ám ảnh Tysander. Không phải doanh nhân, cũng không phải một nghệ nhân đồng hồ, Daniel chỉ là một du khách bụi bặm đi lang thang khắp thế giới. Trở về quê nhà Uppsala, Thụy Điển, Tysander đã thành lập công ty chuyên may dây vải nato cho đồng hồ lấy tên là Daniel Wellington.
Năm 2009, Tysander và anh trai mở một gian hàng trực tuyến trên eBay và bán các món đồ như cà vạt, đồng hồ Rolex nhái và dây vải nato. Sau thời gian nhìn ngắm những chiếc Rolex fake kết hợp với dây vải nato, Tysander đã quyết định tự mình thiết kế đồng hồ riêng với phong cách tối giản nhưng không kém phần thời trang.
Năm 2011, Tysander đã dùng 15.000 USD để thực hiện ý tưởng về chiếc đồng hồ của riêng ông. Chỉ sau 3 năm, đã có hơn 1 triệu chiếc đồng hồ DW được bán ra.
Đến nay, khi đã bước qua tuổi 31, ông đang có một công ty mang lại hơn 180 triệu USD mỗi năm từ bán đồng hồ với biên độ lợi nhuận hơn 50%. Nhưng ít ai biết, ý tưởng của ông lại bắt nguồn từ một chiếc Rolex.
Triết lý kinh doanh của hãng là quảng cáo hợp tác với những người có ảnh hưởng trên mạng xã hội, ví dụ như blogger Blake Scott, do đó các trang mạng xã hội của DW luôn có số lượt theo dõi hơn hẳn các hãng đồng hồ khác. DW là đồng hồ nằm ở phân khúc rẻ và tâm trung. Cạnh tranh với vô số nhãn hiệu đồng hồ 100 đô khác như Mondaine hoặc Tsovet, DW đã chiến thắng ngoạn mục nhờ thiết kế sành điệu, chất lượng cao, đội ngũ quảng cáo thiên tài và phong cách bán hàng thoải mái.

## Thông tin sản phẩm

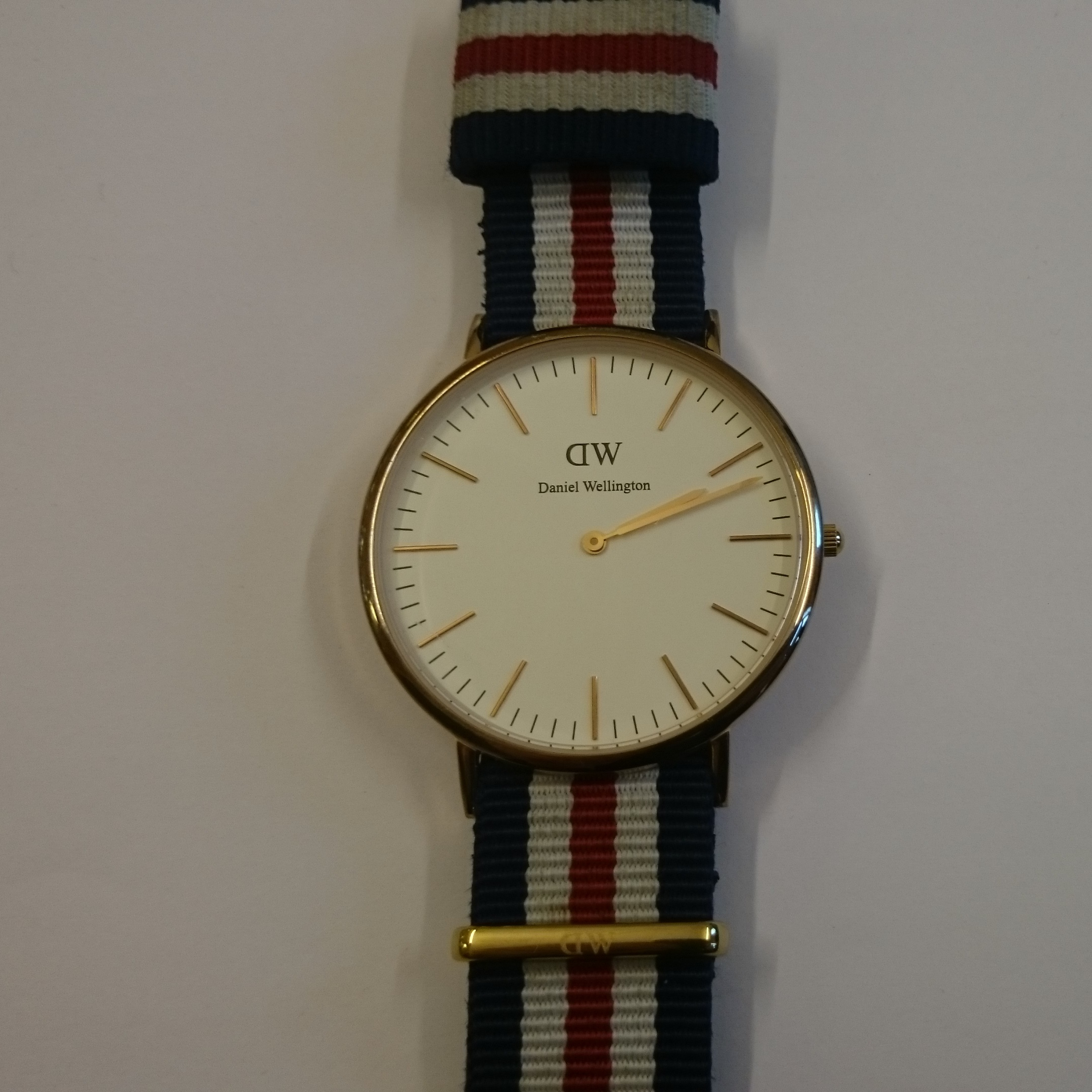
Một đồng hồ DW Classic với dây vải nato

Máy của đồng hồ Daniel Wellington là Miyota GL20 sẩn xuất tại Nhật Bản,
Chất liệu vỏ của đồng hồ là loại inox 316L chống gỉ sét chất lượng cao.
Đường kính mặt số của đồng hồ dao động từ 26mm đến 40mm với 2 kim giờ và phút.
Đồng hồ Daniel Wellington sở hữu độ mỏng cực kỳ ấn tượng chỉ 6mm.
Bộ hộp của đồng hồ từ Daniel Wellington gồm đồng hồ, sách hướng dẫn Owner's Guide cùng que chọc dây với tông màu đen xám. Cuối 2015, hãng đã thay đổi hoàn toàn thiết kế hộp và hình dạng que chọc dây hoàn toàn mới, sang trọng và lịch lãm hơn.
Không dừng lại ở chất liệu dây vải hay dây da đã làm nên thương hiệu của hãng, bộ sưu tập mới nhất năm 2017 của DW là Classic Petite sử dụng dây kim loại dạng mesh (mắt lưới), mang đến vẻ đẹp hiện đại, khỏe khoắn. Gương mặt đại diện cho bộ sưu tập mới này chính là Kendall Jenner, người mẫu 9X nổi tiếng nhất hiện nay.
DW còn có sản phẩm phụ kiện là Classic Cluff và Classic Bracelet với 2 màu vàng hồng và bạc.

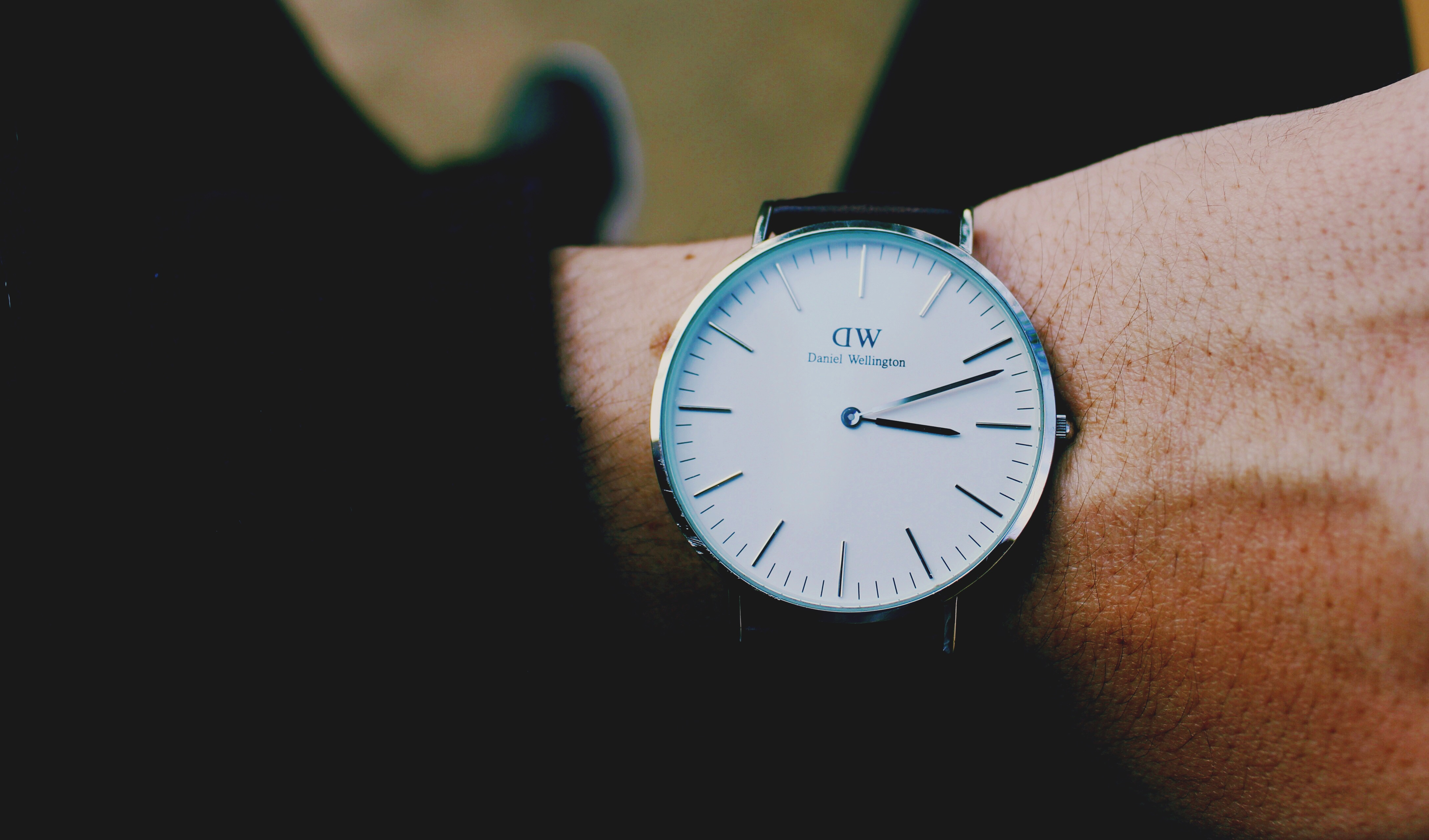
220.99x220.99px

## Trang web
Website chính thức: https://www.danielwellington.com
Facebook: https://www.facebook.com/danielwellingtonofficial
Instagram: https://www.instagram.com/danielwellington/
Twitter: https://twitter.com/itisDW
Youtube: https://www.youtube.com/channel/UCY_BDqPMGJaBrxiiazZlEHg